# Okręg wyborczy Gravesend
Okręg wyborczy Gravesend powstał w 1868 r. i wysyłał do brytyjskiej Izby Gmin jednego deputowanego. Okręg obejmował miasto Gravesend w hrabstwie Kent. Został zlikwidowany w 1983 r.

## Deputowani do brytyjskiej Izby Gmin z okręgu Gravesend
- 1868–1874: Charles Wingfield
- 1874–1880: Bedford Pim
- 1880–1880: Thomas Bevan
- 1880–1885: Sydney Waterlow, Partia Liberalna
- 1885–1892: John Bazley White
- 1892–1898: James Dampier Palmer
- 1898–1900: John Ryder, Partia Konserwatywna
- 1900–1918: Gilbert Parker, Partia Konserwatywna
- 1918–1923: Alexander Richardson, Partia Konserwatywna
- 1923–1924: George Isaacs, Partia Pracy
- 1924–1945: Irving Albery, Partia Konserwatywna
- 1945–1947: Garry Allinghan, Partia Pracy
- 1947–1955: Richard Acland, Partia Pracy
- 1955–1964: Peter Michael Kirk, Partia Konserwatywna
- 1964–1970: Albert Murray, Partia Pracy
- 1970–1974: Roger White, Partia Konserwatywna
- 1974–1979: John Ovenden, Partia Pracy
- 1979–1983: Timothy Britnon, Partia Konserwatywna